# Museu Nacional de Alexandria
O Museu Nacional de Alexandria é um museu em Alexandria, no Egito. Foi inaugurado em 31 de Dezembro de 2003 por Hosni Mubarak e está localizado num palácio restaurado de estilo italiano na Rua Tariq Al-Horreya (antiga Rua Fouad), perto do centro da cidade. O edifício era conhecido por Palácio Al-Saad Bassili Paşa, que foi um dos mais ricos vendedores de madeira em Alexandria. As construções no local foram começadas em 1926.
Considerado um dos melhores museus do Egito, o museu nacional está localizado em um palácio restaurado e contém cerca de 1.800 artefatos que narram a história de Alexandria ao longo dos tempos, incluindo as eras faraônica, romana, copta e islâmica. Há ainda algumas peças mais modernas, incluindo copos de vidro do século 19, talheres, porcelanas e jóias preciosas, que comprovam a luxuria  da corte de Mohammed Ali e seus descendentes.
As múmias são exibidas em uma câmara subterrânea especial, no porão. Além disso, alguns dos itens encontrados durante as escavações arqueológicas subaquáticas em Alexandria estão agora no mesmo andar que os artefatos greco-romanos.
Após a constatação de que os museus do Egito foram originalmente criados para não assumir um papel educativo e cultural, mas sim funcionar como edifícios para armazenar antiguidades, fizeram o Ministério da Cultura a começar a transformá-los em lugares que transmitem ao visitante uma mensagem cultural sobre a variada produtos criativos da civilização egípcia. O Museu Nacional de Alexandria é o primeiro de seu tipo no Egito. É o único que narra a história do povo de Alexandria através da antiguidade.

## Palácio Pasha Al-Saad Bassili
A primeira constrição do palácio aconteceu em 1926, abrangendo uma área de 3.480 metros quadrados. É uma mansão branca de estilo italiano que localiza se em um grande jardim de árvores e plantas raras. O palácio conta com quatro andares e um abrigo subterrâneo, que foi usado durante os ataques aéreos da Segunda Guerra Mundial. O projeto da construção foi feito por um engenheiro francês que usava os estilos italianos em sua construção. Seu palácio de três lojas era um lugar de encontro para pessoas de classe alta da sociedade egípcia em Alexandria, incluindo notables como antigos ex-ministros egípcios, Ismail Sedqi Pasha e Ali Maher Pasha, juntamente com muitos outros. Esta villa foi vendida aos americanos como consulado em 1960 e, posteriormente, em 1997, foi comprada pelo Ministério da Cultura. A sua transformação para um museu contou com altos padrões adotados, especialmente em técnicas de exibição e no design de galerias educacionais e culturais.
Instalações:
Passado o portão principal, encontra se escada semi-arredondada em vista de uma estátua de mármore do período Graeco-Romano de tamanho real. Atravessando um vestíbulo pequeno mas luxuosamente decorado com duas fileiras de colunas de mármore cinza salpicadas, está a entrada para  museu.
No interior, Dentro, encontraram se as cores simbólicas usadas, tal como eram durante o tempo faraônico, em um arranjo específico. Pode-se notar que a própria seção faraônica possui paredes de azul escuro. Esta cor é destinada a retratar a jornada dos antigos egípcios para a sua eterna vida após a morte. Na seção Período Graeco-Romano, os objetos são definidos contra um cenário cor de mármore, refletindo o romance e uma luxúria para a vida. Como os coptas e os muçulmanos compartilham crenças sobre o céu, as seções reservadas para artefatos dessas tradições religiosas são coloridas de verde.
Ainda, o museu conta com um salão no porão que foi transformado em uma oficina audiovisual em que os visitantes podem visitar o museu por meio de programas informáticos que exibem todos os itens no museu de uma variedade de ângulos.

## Exposições
Estão expostas mais de 1800 peças sobre a história de Alexandria e do Egito. A maioria das peças provêm de outros museus egípcios.
- Primeiro andar: Arte egípcia. As múmias são exibidas numa câmara subterrânea especial (cave).
- Segundo andar: Arte greco-romana. Inclui artefactos de escavações arqueológicas submarinas em Alexandria.
- Terceiro andar: Arte copta, árabe e moderna.

Acervo:
Os artefatos dentro da coleção do museu não foram exibidos no passado. Eles já estavam armazenados em vários outros museus egípcios e, portanto, vieram do Museu da Antiguidade Egípcia e dos Museus Copta e Islâmico no Cairo.
Os itens do período faraônico abrangem cada período, incluindo os Reinos Velho, Médio e Novo. Entre as obras de arte em exibição está uma estátua do rei Miquerinos, o construtor da terceira pirâmide de Gizé, uma cabeça de uma estátua de Aquenáton (Amenófis IV) e uma cabeça de Hatchepsut, o grande faraó feminino do Egito. Há também uma bela estátua de um escriba e várias estatuetas de criados representadas no meio das atividades diárias, além de várias mesas de oferta, ferramentas de construção e estátuas de deidades.
Ainda, há uma réplica de um túmulo, semelhante ao do Vale dos Reis na Cisjordânia em Luxor (antigo Tebas), que conta com uma múmia e com equipamento funerário. Esses itens incluem frascos canópicos, um sarcófago antropoide com a múmia, figuras ushabti e os bens privados dos falecidos. O túmulo tem como objetivo fornecer uma visão geral do conceito egípcio antigo do enterro e da vida após a morte.
Dentre os objetos mais notáveis são as figuras de Tânagra de terracota lindamente pintadas de mulheres gregas elegantemente vestidas. As estatuetas ficam imóveis com aparência de estilo, usando chapéus ou véus, e segurando crianças, fãs ou animais de estimação.
Do período romano, as exposições incluem bustos do imperador Adriano e uma estátua de granito vermelho de Caracala. A coleção também conta com relatórios de estudos científicos pioneiros sobre o corpo humano realizados em Alexandria, com mãos de mármore, pernas e torsos.
O destaque do museu é uma exibição  de artefatos criados durante escavações subaquáticas em torno de Alexandria nos últimos anos. Para fornecer um olhar abrangente sobre este novo ramo de arqueologia. Nesta, encontramos algumas das peças mais importantes levantadas do fundo do mar, incluindo uma estátua de basalto preto de um sumo sacerdote em um templo da deusa Ísis, levantada em 1998, uma estátua de granito de 2,2 metros de Ísis encontrada em maio de 2001. é também a estela de granito do rei Nakhtnebef, que é uma cópia idêntica da estela de Náucratis, descoberta na cidade afundada de Heraclião, no mar, de Abusir.
O piso dedicado aos itens copta e islâmica tem uma variedade de objetos das duas tradições religiosas mais importantes do Egito. Os itens cristãos coptos incluem ícones de Jesus e a Virgem Maria e a Última Ceia, como lápides e roupas decoradas com cruzes de ouro e prata. Referente aos objetos islâmicos estão uma coleção de 162 moedas de ouro e prata cunhadas em Alexandria, uma série de queimadores de incenso de metal, candelabros, cerâmica decorada, portas e janelas com ornamentação geométrica de marfim.

Finalmente, a vida da antiga família real do Egito é mostrada por uma coleção de jóias magníficas, prêmios de ouro e prata com jóias, relógios, óculos de cristal e vasos, para não mencionar bolsas, anéis, colares e pulseiras banhados a ouro.

## Referencias
1. Alexandra National Museum http://www.touregypt.net/featurestories/alexandrianationalmuseum.htm, Zahraa Adel Awed, consultado em 25 de setembro de 2017.